# Hans Tetzner
Johannes Cornelus Tetzner, detto Hans, (Groninga, 9 giugno 1898 – Amsterdam, 17 febbraio 1987), è stato un calciatore olandese, che giocava come difensore.

## Carriera
Hans Tetzner, a livello di club, ha giocato nelle file del Be Quick Groningen, con cui ha vinto il campionato olandese nella stagione 1919-1920. Con la Nazionale olandese ha giocato otto partite. Ha esordito il 25 novembre 1923 ad Amsterdam contro la Svizzera e ha giocato l'ultima partita il 3 maggio 1925 contro il Belgio.
Nel 1924 è stato convocato per i Giochi olimpici di Parigi, dove è sceso in campo contro Romania, Irlanda e Uruguay.
Dopo il ritiro ha iniziato a studiare medicina specializzandosi in chirurgia, nel 1936 è stato il medico accompagnatore degli atleti olandesi che hanno preso parte alle Olimpiadi di Berlino.

## Statistiche

### Cronologia presenze e reti in Nazionale
| Cronologia completa delle presenze e delle reti in nazionale ― Paesi Bassi | Cronologia completa delle presenze e delle reti in nazionale ― Paesi Bassi | Cronologia completa delle presenze e delle reti in nazionale ― Paesi Bassi | Cronologia completa delle presenze e delle reti in nazionale ― Paesi Bassi | Cronologia completa delle presenze e delle reti in nazionale ― Paesi Bassi | Cronologia completa delle presenze e delle reti in nazionale ― Paesi Bassi | Cronologia completa delle presenze e delle reti in nazionale ― Paesi Bassi | Cronologia completa delle presenze e delle reti in nazionale ― Paesi Bassi |
| Data                                                                       | Città                                                                      | In casa                                                                    | Risultato                                                                  | Ospiti                                                                     | Competizione                                                               | Reti                                                                       | Note                                                                       |
| -------------------------------------------------------------------------- | -------------------------------------------------------------------------- | -------------------------------------------------------------------------- | -------------------------------------------------------------------------- | -------------------------------------------------------------------------- | -------------------------------------------------------------------------- | -------------------------------------------------------------------------- | -------------------------------------------------------------------------- |
| 25-11-1923                                                                 | Amsterdam                                                                  | Paesi Bassi                                                                | 4 – 1                                                                      | Svizzera                                                                   | Amichevole                                                                 | -                                                                          |                                                                            |
| 23-3-1924                                                                  | Amsterdam                                                                  | Paesi Bassi                                                                | 1 – 1                                                                      | Belgio                                                                     | Amichevole                                                                 | -                                                                          |                                                                            |
| 21-4-1924                                                                  | Amsterdam                                                                  | Paesi Bassi                                                                | 0 – 1                                                                      | Germania                                                                   | Amichevole                                                                 | -                                                                          |                                                                            |
| 27-4-1924                                                                  | Anversa                                                                    | Belgio                                                                     | 1 – 1                                                                      | Paesi Bassi                                                                | Amichevole                                                                 | -                                                                          |                                                                            |
| 27-5-1924                                                                  | Parigi                                                                     | Paesi Bassi                                                                | 6 – 0                                                                      | Romania                                                                    | Olimpiadi 1924                                                             | -                                                                          |                                                                            |
| 2-6-1924                                                                   | Parigi                                                                     | Paesi Bassi                                                                | 2 – 1                                                                      | Irlanda                                                                    | Olimpiadi 1924                                                             | -                                                                          |                                                                            |
| 6-6-1924                                                                   | Parigi                                                                     | Paesi Bassi                                                                | 1 – 2                                                                      | Uruguay                                                                    | Olimpiadi 1924                                                             | -                                                                          |                                                                            |
| 3-5-1925                                                                   | Amsterdam                                                                  | Paesi Bassi                                                                | 5 – 0                                                                      | Belgio                                                                     | Amichevole                                                                 | -                                                                          |                                                                            |
| Totale                                                                     |                                                                            | Presenze                                                                   | 8                                                                          |                                                                            | Reti                                                                       | 0                                                                          |                                                                            |

## Palmarès
- Campionato olandese: 1

Be Quick: 1919-1920